# Gustavo Scarpa
Gustavo Henrique Furtado Scarpa (* 5. Januar 1994 in Campinas) ist ein brasilianischer Fußballspieler. Der Linksfuß spielt vorwiegend im Mittelfeld und steht seit Januar 2024 in Brasilien bei Atlético Mineiro unter Vertrag.

## Karriere

### Verein
Gustavo Scarpa startete seine Laufbahn in der Jugendmannschaft des Desportivo Brasil aus Porto Feliz. Hier fiel er so positiv auf, dass er noch in seiner Jugendzeit 2012 vom Erstligisten Fluminense FC verpflichtet wurde. 2014 bestritt er seine ersten Ligaspiele für den Klub. Um ihm die Möglichkeit zu geben, weitere Erfahrung zu sammeln, wurde der Spieler 2015 für kurze Zeit an Red Bull Brasil ausgeliehen. Im Januar 2018 wechselte Scarpa zur SE Palmeiras. Bei dem Klub erhielt er einen Vertrag über fünf Jahre.
Zwischen Fluminense und Palmeiras brach kurz nach dem Wechsel von Scarpa ein Rechtsstreit um die Rechte des Spielers aus. Aufgrund des Streits betritt der Spieler sein letztes Spiel für Palmeiras am 11. Juni in der Staatsmeisterschaft von São Paulo. Anfang Juni 2018 stellte der 70. Gerichtshof des Arbeitsgerichtes in Rio de Janeiro fest, dass Scarpa weiterhin bei Fluminense unter Vertrag stehen würde.
Am 21. Juni wurde ein Transferangebot in Höhe von sechs Millionen Euro an seinen ehemaligen Klub Fluminense bekannt, welches von Benfica Lissabon abgegeben wurde. Neben der Ablösesumme an Fluminense, soll Scarpa eine Zahlung von weiteren drei Millionen Euro erhalten.
Nach einem weiteren Gerichtsurteil vom 25. Juni 2018, stand es Scarpa frei, welchem Klub er sich künftig ablösefrei anschließen möchte. Scarpa entschied sich für den Verbleib bei Palmeiras. Mit der Copa Libertadores 2020 gewann Scarpa im Januar 2021 den wichtigsten südamerikanischen Klubtitel. Dem schloss sich Anfang März 2021 die Copa do Brasil 2020 an. Am 27. November 2021 konnte Scarpa mit dem Klub den Titel in der Copa Libertadores 2021 gegen Flamengo Rio de Janeiro verteidigen. Nach dem Sieg in der Staatsmeisterschaft 2022, konnte Scarpa mit Palmeiras im November deren elften nationalen Meistertitel feiern.
Im Dezember 2022 wurde der Wechsel von Scarpa nach England zu Nottingham Forest bekannt. Er kam bereits im selben Monat an und reiste mit ins Trainingslager nach Athen und zu Vorbereitungsspielen nach Spanien. Zu Pflichtspieleinsätzen durfte er aber erst ab dem 1. Januar 2023 kommen. Im August 2023 wurde bekannt gegeben, dass Scarpa für ein Jahr an den griechischen Verein Olympiakos Piräus ausgeliehen wurde. Die Leihe und der Kontrakt mit Nottingham wurden im Dezember 2023 vorzeitig beendet. Er ging zurück in seine Heimat, wo er bei Atlético Mineiro unterzeichnete.

### Nationalmannschaft
Für die U-23 Nationalmannschaft Brasiliens bestritt Gustavo Scarpa am 12. und 15. November 2015 zwei Freundschaftsspiele gegen die USA.

## Erfolge
Fluminense
- Primeira Liga do Brasil: 2016

Palmeiras
- Campeonato Brasileiro de Futebol: 2018, 2022
- Copa Libertadores: 2020, 2021
- Copa do Brasil: 2020
- Staatsmeisterschaft von São Paulo: 2022

Atlético Mineiro
- Staatsmeisterschaft von Minas Gerais: 2024

## Auszeichnungen
- Prêmio Craque do Brasileirão – Bester Spieler der Saison: 2022[9]
- Bola de Ouro – Bester Spieler der Saison: 2022[10]